# Thomas Lutz
Thomas Lutz (* 1957 in Darmstadt) ist ein deutscher Historiker und Geschichtsdidaktiker und ehemaliger Leiter des Gedenkstättenreferats der Stiftung Topographie des Terrors.

## Ausbildung

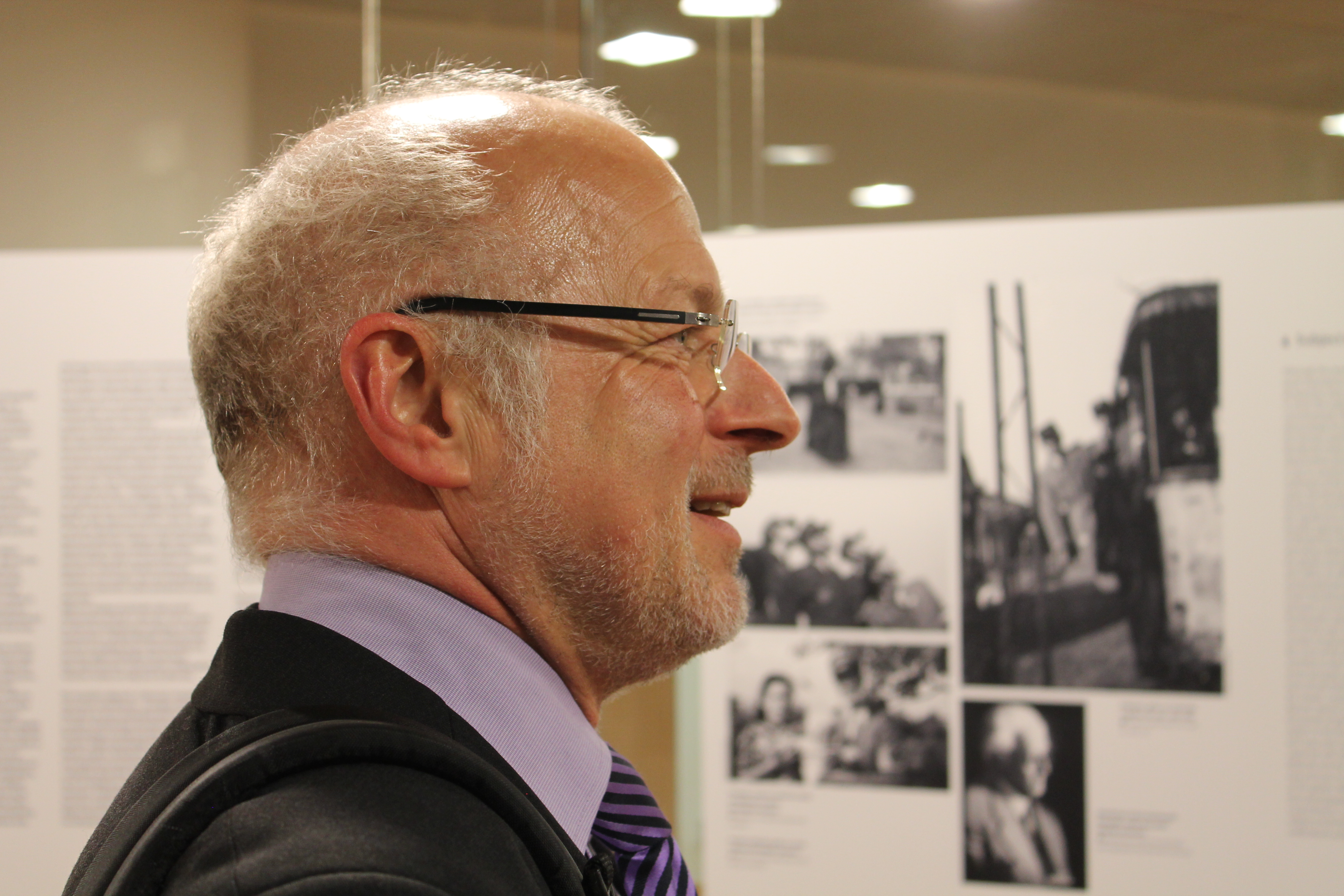
Thomas Lutz, Eröffnung der Ausstellung „Twarz Ghetta“ am 26. Januar 2015 im Museum der Geschichte der polnischen Juden

Lutz absolvierte das Abitur 1975 an der Paul-Gerhard Schule in Laubach (Oberhessen) und studierte anschließend in Marburg bis 1981 Geschichte, Politikwissenschaft und Sport. Das Zweite Staatsexamen für das Lehramt an höheren Schulen legte er 1983 in Bensheim ab.

## Gründer des Gedenkstättenreferats
An Stelle des Ersatzdienstes betreute er 1983 für die Aktion Sühnezeichen Friedensdienste e.V. (ASF) Besuchergruppen in der Gedenkstätte Auschwitz-Birkenau. Seit 1984 hat er vom Berliner Büro der ASF aus das „Gedenkstättenreferat“ aufgebaut, das mit Hilfe des GedenkstättenRundbriefs, regelmäßig durchgeführter Seminare, einer Homepage im Internet und individueller Beratungstätigkeiten die Arbeit von Gedenkstätten, mit Schwerpunkt derjenigen, die sich um eine Anerkennung und Dokumentation der NS-Opfer bemühen, koordiniert. Er berät auch Regierungen, Parlamente sowie Nichtregierungsorganisationen, seit 1993 auch im Auftrag der Stiftung Topographie des Terrors. Eine Wertung der Tätigkeit findet sich im GedenkstättenRundbrief Nr. 210.

## Akademiker
Seine Dissertation hat er über die Entwicklung der durch das Bundesgedenkstättenkonzept seit 2000 geförderten neuen Dauerausstellungen in Gedenkstätten für NS-Opfer geschrieben und dabei museologische Entwicklungen und die darauf aufbauende Bildungsarbeit untersucht (Hanns-Fred Rathenow, Technische Universität Berlin, Fakultät I und Volkhard Knigge, Friedrich-Schiller-Universität Jena).  2007 war er Fellow am Center for Advanced Holocaust Studies des U.S. Holocaust Memorial Museums in Washington DC.
Schwerpunkt seiner historischen Forschung ist die Geschichte des 20. Jahrhunderts in Deutschland, konzentriert auf die Entstehungsbedingungen und Geschichte des Nationalsozialismus (NS) und der in dieser Zeit auch im von Deutschland besetzten Europa begangenen Staatsverbrechen. Ausgehend davon haben die Rezeption des Nationalsozialismus, die Geschichte der Entschädigung der Opfer, die gesellschaftspolitische und museologische Entwicklung von Gedenkstätten seine berufliche Auseinandersetzung in den letzten 25 Jahren geprägt.
Als Pädagoge hat er sich durch praktische Erfahrungen und in theoretischen Analysen mit der Gedenkstättenpädagogik im Vergleich zur Bildung in Schulen sowie Museum und der Menschenrechtspädagogik auseinandergesetzt.
Zu seinem Verständnis der Geschichte des Nationalsozialismus zählen zumindest Grundkenntnisse in der europäischen Geschichte des 20. Jahrhunderts. Zudem hat er zu Entstehungsbedingungen von demokratischen Gesellschaften nach dem Ende der Diktaturen in verschiedenen Ländern und der Rolle der Erinnerungskultur und Gedenkorte in diesem gesellschaftspolitischen Prozess gearbeitet, u. a. Argentinien, DDR/Neue Bundesländer, Ruanda, Südafrika, Südkorea.

## Kurator
Thomas Lutz ist – gemeinsam mit Ingo Loose (wissenschaftliche Beratung) und Kurt Blank-Markard (Gestaltung) – Kurator der Wanderausstellung „Das Gesicht des Gettos. Bilder jüdischer Photographen aus dem Getto Litzmannstadt 1940 bis 1944“ der Topographie des Terrors und des Stadtarchivs Łódź. Die Ausstellung wurde u. a. anlässlich des Holocaust-Gedenktags im Spätwinter 2012 im UN-Hauptgebäude in New York ausgestellt.

## Berater
Lutz ist Vorsitzender des internationalen Beirats der Stiftung Brandenburgische Gedenkstätten und Geschäftsführer der Arbeitsgemeinschaft der KZ-Gedenkstätten in Deutschland. Vom Bundesbeauftragten für Kultur und Medien der Bundesregierung ist er in das Expertengremium zur Beratung bei der Mittelvergabe im Rahmen des Bundesgedenkstättenfonds berufen worden.  Thomas Lutz ist Kuratoriumsmitglied der Aktion Sühnezeichen Friedensdienste e.V.
Auf internationaler Ebene hat er den International Council for Memorial Museums for Victims of Public Crimes (IC MEMO) als internationales Komitee des Weltmuseumsrates (International Council of Museums) im Jahr 2001 in Barcelona mitgegründet und war sechs Jahre lang dessen Vizepräsident. Aktuell what er erneut als Vorstandsmitglied die Jahrestagungen in Cincinnati und Washington, die sich besonders mit der Geschichts der Sklaverei befasst hat, als Programmverantwortlicher mitgestaltet. Seit 2000 ist er einer der deutschen Delegierten in der International Holocaust Remembrance Alliance (IHRA), in der z. Zt. 33 Staaten zusammenarbeiten. Er war Gründungsvorsitzender deren Memorials and Museums Working Group. Er berät das UNESCO-Projekt der Neugestaltung einer internationalen Ausstellung der Jugoslawien-Nachfolgestaaten in der Gedenkstätte Auschwitz-Birkenau. Er ist in den letzten Jahren u. a. in Kroatien (Gedenkstätte Jasenovac), Griechenland (auf bitten das Auswärtigen Amtes) und in der aktuellen Auseinandersetzung mit der Geschichte des Zweiten Weltkriegs in Südosteuropa sowie mit den Orten der Massenerschießungen im Zweiten Weltkrieg von den baltischen Staaten bis in die Ukraine engagiert. Er berät den österreichischen Nationalfonds österreichische Innenministerium bei der Neugestaltung der österreichischen Länderausstellung in der Gedenkstätte Auschwitz.

## Publikationen
Neben der Redaktion des GedenkstättenRundbriefs, der vier Mal pro Jahr mit einem Umfang von 48–64 Seiten erscheint, und der Betreuung des Online-Gedenkstättenforums mit einer täglichen Presseschau hat er Bücher und Aufsätze veröffentlicht, u. a.:
- Digitalisierung und Erinnerung. In: Forschungsbeiträge der Stiftung Brandenburgische Gedenkstätten. Band 36: Nationalsozialistische Konzentrationslager. Geschichte und Erinnerung. Berlin 2024, S. 131–139.

- Topographie des Terrors. Entstehungsgeschichte und Bedeutung für die Entwicklung von Gedenk- und Dokumentationsstätten. In: Stiftung Hamburger Gedenkstätten und Lernorte (Hrsg.): Entdeckendes Lernen. Orte der Erinnerung an die Opfer nationalsozialistischer Gewalt. Berlin 2022, S. 335–356.

- Stasi = Gestapo? In: Stasi-Dossier der Bundeszentrale für politische Bildung online
- mit Monika Hölscher, Viola Krause (Hrsg.): Geschichte und Geschichtsbilder. Der Erste und Zweite Weltkrieg. POLIS 57, Hessische Landeszentrale für politische Bildung, Wiesbaden 2016
- mit Elke Gryglewski, Verena Haug, Gottfried Kößler, Christa Schikorra (Hrsg.): Gedenkstättenpädagogik. Kontext, Theorie und Praxis der Bildungsarbeit zu NS-Verbrechen, Berlin 2015, ISBN 978-3-86331-243-5.
- International Holocaust Remembrance Alliance (Hrsg.), Thomas Lutz, David Silberklang, Piotr Trojanski, Juliane Wetzel, Miriam Bistrovic (Mitherausgeber): Killing Sites - Research and Remembrance, IHRA-series, vol 1, Berlin 2015, ISBN 978-3-86331-233-6
- International Holocaust Remembrance Alliance (Hrsg.), Thomas Lutz, Corry Guttstadt, Bernd Rother, Yessica San Román (Mitherausgeber): Bystanders, Rescuers or Perpetrators? The Neutral Countries and the Shoah, IHRA-series, vol 2, Berlin 2016, ISBN 978-3-86331-287-9
- Zwischen Vermittlungsanspruch und emotionaler Wahrnehmung. Die Gestaltung neuer Dauerausstellungen in Gedenkstätten für NS-Opfer in Deutschland und deren Bildungsanspruch. Dissertation, Technische Universität Berlin, 2009 (Volltext).
- Stiftung Topographie des Terrors (Hrsg.), Thomas Lutz (Kurator): Das Gesicht des Gettos. Bilder jüdischer Photographen aus dem Getto Litzmannstadt 1940–1944. Ausstellungskatalog (deutsch/englisch), Berlin 2010, ISBN 978-3-941772-08-3.
- mit Verena Radkau, Eduard Fuchs(Hrsg.): Genozide und staatliche Gewaltverbrechen im 20. Jahrhundert Studien Verlag, Innsbruck u. a. 2004, ISBN 3-7065-4060-6.
- mit Dietmar Sedlaczek, Ulrike Puvogel, Ingrid Tomkowiak (Hrsg.): „minderwertig“ und „asozial“. Stationen der Verfolgung gesellschaftlicher Außenseiter. Chronos Verlag, Zürich 2005, ISBN 3-0340-0716-7.
- Der 23. August. Thesen zur Installierung eines europäischen Gedenktags für alle Opfer von Diktaturen und Totalitarismen. In: Dokumentationsarchiv des österreichischen Widerstandes (Hrsg.): Forschungen zum Nationalsozialismus und dessen Nachwirkungen in Österreich. Festschrift für Brigitte Bailer. Wien 2012, S. 384–396.